# Безперервний прокатний стан
Безпере́рвний прока́тний стан — вальцювальний стан з послідовним (безперервним) розташуванням робочих клітей.
Метал, що прокатується, перебуває одночасно в кількох клітях (в одній кліті лише на початку вальцювання, коли довжина розкату менша, ніж віддаль між клітями). Швидкість вальцювання в кожній дальшій кліті підвищується в міру обтискання металу. При безперервному вальцюванні кількість клітей дорівнює кількості проходів.
В СРСР і США широко застосовувались безперервні листовальцювальні, заготовчі, дротові, дрібносортові, трубні та інші прокатні стани. Вони набагато продуктивніші в порівнянні з прокатними станами лінійного типу.